# Naftalan
Naftalan (azerí: Naftalan) es una de las once ciudades autónomas de Azerbaiyán. Se encuentra a 330 km del oeste de Bakú y a 50 km de Ganja.  El territorio de la ciudad es 35.73 kilómetros cuadrados. Naftalan es conocido por sus balnearios desde 1926. El naftaleno proporciona propiedades terapéuticas al petróleo. Los primeros datos del naftalan de Azerbaiyán en los manuscritos del siglo XIII del explorador Marco Polo.

## Nombramiento
La ciudad Naftalan debe su nombre a la palabra griega "nafta", que significa "petróleo" y es la fuente de una rica variedad de crudo que contiene una sustancia química curativa - aceite naftalina - que cada vez que se utiliza más para tratar varias enfermedades. 

## Demografía
Según los datos del 2017, la población de la ciudad es 8718 personas. Aquí viven varios grupos étnicos: según el censo de 1979, la mayoría - azeríes - 3.245 (90,6%); tártaros - 6 (0.2%); rusos - 136 (3.8%); armenios - 182 (5.1%); lezguinos - 7 (0.2%).

## Cultura
En la ciudad hay una biblioteca, que posee 32711 copias de libros en su fondo. Hay dos Casas de la Cultura que se dedican a promover tradiciones nacionales, proporcionando servicios culturales a la población. Además, aquí está situado el Museo Naftalan y la Escuela de Música. La ciudad tien 4 parques en el centro Naftalan: "Heydar Aliyev", "Samed Vurgun", "Nariman Narimanov" y "Victoria".
En la ciudad ha 3 escuelas de educación general y un centro creativo para niños.

## Baños de petróleo

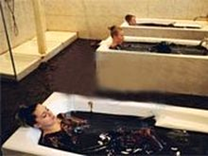
Baño de petróleo

Se trata de un líquido viscoso con un color entre marrón y negro y con un olor específico. Muchos estudios científicos demuestran la singularidad de este aceite que ha sido usado por más de 100 años para curar muchas enfermedades.
La zona era conocida por sus balnearios de petróleo, que eran lugares de vacaciones muy populares en tiempos de la Unión Soviética y que poco a poco están recuperando su antigua popularidad.
La popularidad del balneario de petróleo de Naftalan alcanzó su clímax en la década de 1980.
El petróleo de estos balnearios se emplea para tratamientos contra la psoriasis, artritis y reumatismo. En la cúspide de su popularidad durante la era soviética, los balnearios en Naftalan albergaban a 75.000 visitantes al año. Los violentos conflictos étnicos en los alrededores de Nagorno-Karabaj, unidos al fin del libre patrocinio de la Unión Soviética, hicieron que su popularidad decayera en la década de 1980. Todos, menos uno de los mayores balnearios, se convirtieron en viviendas para refugiados. El naftaleno proporciona propiedades terapéuticas al petróleo; sin embargo, no está claro si también es un posible carcinógeno. El spa actual posee unas mil camas. Se están diseñando nuevos balnearios para atraer a los turistas.